# Siegfried Heinrich Aronhold

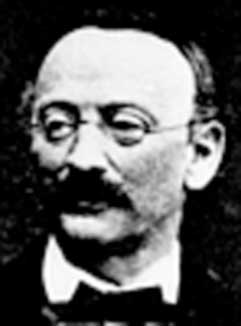
Siegfried Heinrich Aronhold

Siegfried Heinrich Aronhold (Angerburg, Prússia Oriental, 16 de julho de 1819 – Berlim, 13 de março de 1884) foi um matemático e físico alemão, que trabalhou com teoria invariante e método simbólico.